# Юнджин Ким
Юнджин Ким (родена на 7 ноември 1973 в Сеул, Южна Корея) е корейско-американска актриса. Популярна е с ролята си на Сън-Хуа Куон в американския сериал „Изгубени“. Появява се и в редица филмови и телевизионни проекти в Южна Корея.